# Fronteira Cazaquistão–China
A fronteira entre Cazaquistão e China é a linha que limita os territórios do Cazaquistão e da República Popular da China. Foi criada em 1991 com a independência do Cazaquistão na sequência da dissolução da União Soviética, segundo a antiga fronteira da URSS.
Separa a região autónoma de Xinjiang das províncias de Almaty e do Cazaquistão Oriental. O seu traçado é reconhecido por um protocolo assinado pelos dois países em 2002.
Um dos seus extremos é o Khan Tengri, que atinge mais de 7000 m de altitude.